# Radiant Shadows - Sublime oscurità
Radiant Shadows - Sublime oscurità (Radiant Shadows) è un romanzo di Melissa Marr. È ambientato nello stesso universo dei precedenti romanzi YA della Marr, ma non è un seguito di Fragile Eternity; piuttosto è un romanzo parallelo così come Ink Exchange, che si focalizza su un gruppo differente di personaggi le cui vicende hanno comunque ripercussioni nel quinto e ultimo romanzo della saga Wicked Lovely intitolato Darkest Mercy - Discordi armonie.

## Trama
Devlin, il sicario dell'Alta Corte, accetta di dare rifugio nel regno fatato a Rae, una ragazza fantasma, all'insaputa della sua regina.
Da lì il racconto si sposta avanti di circa un secolo, la regina Lasair ordina a Devlin di uccidere un neonato mezzosangue, la figlia di Gabriel, capo dei segugi mortali al soldo della Corte Oscura, intimandogli che non possa mai entrare nel regno fatato.
La storia prosegue ai nostri giorni, Ani, la mezzosangue cui Devlin ha risparmiato la vita, cerca di adattarsi alla vita degli altri segugi, ma invano, a causa dell'iperprotezione del padre e al fatto di avere sangue mortale nelle vene.
Intanto Lasair ordina a Devlin di restare nel mondo mortale per tenere d'occhio suo figlio Seth.
Devlin e Ani fanno conoscenza in un bar, ma dal loro incontro la ragazza finisce per succhiargli l'energia vitale, toccandolo, mentre Devlin si decide a lasciarla solo dopo averne assaporato il sangue. Ani è diversa dagli altri segugi, a causa della sua capacità di nutrirsi sia delle emozioni umane che di quelle fatate.
Irial, il precedente Re della Corte Oscura, sta compiendo degli esperimenti per scoprire cosa ci sia di diverso in Ani al fine di servirsene per rinforzare la sua corte. Tuttavia questo attira l'attenzione anche di Devlin e della sorella di Lasair, Bananach, l'essenza della guerra, che le intima di uccidere Seth e Niall altrimenti dovrà donarle il suo sangue.
Ani disperata e incapace di uccidere entrambi viene soccorsa da un destriero solitario, e chiamatolo Barry (diminutivo di Barracuda) decide di lasciare lo stato con Devlin, per stare lontana da Bananach. Nel frattempo, nel regno fatato, Rae, che si scopre essere una viaggiatrice dei sogni, entra nei sogni di Lasair, dandole modo di vedere Seth nel mondo mortale.
Sfortunatamente Lasair ne diventa ossessionata al punto tale che, in assenza del suo governo, il regno fatato incomincia a dissolversi. Bananch ne approfitta facendovi una visita e incominciando ad uccidere i membri dell'Alta Corte. Spaventata, Rae contatta Devlin in sogno e lo informa degli ultimi eventi.
Devlin e Ani fanno ritorno a Huntsdale solo per scoprire che Bananach ha ucciso anche Tish, sorella di Ani. La ragazza in cerca di vendetta chiede che Bananach venga uccisa, “occhio per occhio”, ma Devlin le rivelerà che nessuna delle due gemelle può essere uccisa senza condannare a morte tutto il regno fatato.
Bananach torna nel mondo mortale per pugnalare Ani, ma nello scontro Irial le si para davanti per proteggerla, ricevendo una ferita mortale. Il coltello, infatti, scompare dentro di lui, avvelenandolo, e Bananach gli confessa che non sopravviverà alla notte. Irial confessa al suo successore Niall, di cui è innamorato, di rimpiangere di essere stato re quando si incontrarono (facendo riferimento al passato di Niall raccontato in Ink Exchange), quindi Ani, Devlin, Rabbit e Seth partono alla volta del regno fatato.
Anche Devlin è rimasto ferito durante lo scontro con Bananach ed Ani accetta di fargli bere il suo sangue, curandolo e legandoli insieme per sempre.
Con Seth ritornato nel regno fatato Lasair si sveglia e insieme, Devlin, Ani e Rae fanno nascere la Corte delle Ombre, per equilibrare il gioco di forze con l'Alta Corte, ma lasciando in questo modo la Corte Oscura fuori dall'equilibrio. Sigillano infine il velo che separa il regno fatato da quello mortale, cosicché nessuno potrà fare più ritorno al mondo mortale senza l'aiuto di entrambe le corti.

## Edizioni
- Melissa Marr, Radiant Shadows - Sublime Oscurità, traduzione di Francesca Fabbri, Lucia Olivieri, collana Lain, Fazi Editore, 2011, ISBN 978-0-06-165924-9.